# Barsby
Barsby är en by i civil parish Gaddesby, i distriktet Melton, i grevskapet Leicestershire i England. Byn är belägen 13 km från Leicester. Barsby var en civil parish 1866–1936 när blev den en del av Gaddesby. Civil parish hade 162 invånare år 1931. Byn nämndes i Domedagsboken (Domesday Book) år 1086, och kallades då Barnesbie.